# اختصارات ورموز الرسم الهندسي
تُستخدم اختصارات ورموز الرسومات الهندسية (بالإنجليزية: Engineering drawing abbreviations and symbols) لتيسير التواصل وتوضيح خصائص الرسم الهندسي بالتفصيل. تتضمن هذه القائمة الاختصارات المشتركة التي يستخدمها الأشخاص الذين يعملون بالرسومات الهندسية في تصنيع وفحص الأجزاء والتجمعات. حيث تشمل الرمز أو الاختصار باللغة الإنجليزية وتفسيره باللغة العربية.
توجد معايير فنية لتوفير قوائم بالمصطلحات المختصرة والرموز التي يمكن العثور عليها في الرسومات الهندسية. تتوافر لدى العديد من الشركات مثل هذه المعايير، والتي تُحدد بعض المصطلحات والرموز الخاصة بها؛ ولكن على المستوى الوطني والدولي، يُعد معيار ASME Y14.38  أحد تلك المعايير. تستخدم أستراليا معايير الرسم الفني AS1100.101 (المبادئ العامة)، ومعايير AS1100-201 (رسومات الهندسة الميكانيكية) ومعايير AS1100-301 (رسومات الهندسة الإنشائية).

## 0-9
| الرمز أو الاختصار | التعريف | الوصف |
| ----------------- | ------- | ----- |
|                   |         |       |
|                   |         |       |

## A
| الرمز أو الاختصار           | التعريف                                                                                              | الوصف |
| --------------------------- | --- | --- |
|                             | | |
| AC                          | across corners                                                                                       | يستخدم عادة عند قياس زوايا محرك سداسي، مثل صمولة سداسية. |
| AF                          | across flats                                                                                         | يستخدم عادة عند قياس الأسطح المستوية لمحرك سداسي، مثل صمولة سداسية. |
| AFF                         | above finished floor                                                                                 | البعد الذي يحدد المسافة بين الأرضية النهائية والسطح. على سبيل المثال، المسافة بين أعلى طاولة القهوة وسطح السجادة، وليس حيث تغوص أقدام الطاولة. |
| AISI                        | المعهد الأمريكي للحديد والفولاذ                                                                      | يُنظر إلى اختصار AISI عادةً على أنه بادئة لـ درجات الفولاذ، على سبيل المثال، "AISI 4140". كان نظام درجات الفولاذ SAE في السابق نظامًا مشتركًا بين AISI وSAE. |
| Al أو AL                    | الألومنيوم                                                                                           | |
| ALY                         | سبيكة                                                                                                | |
| AMER                        | American                                                                                             | إشارة إلى الولايات المتحدة |
| AMS                         | Aerospace Material Standards                                                                         | معايير علوم وهندسة المواد التي تحافظ عليها جمعية مهندسي السيارات الدولية وتستخدم على نطاق واسع في صناعات تصنيع الطائرات. |
| AN-                         | Army-Navy                                                                                            | بادئة لأرقام تعريف الأجهزة القياسية (أجهزة الكتالوج). تعود إلى حقبة ما بين عامي 1890 و1945 تقريبًا، عندما كان جيش الولايات المتحدة والبحرية الأمريكية يقودان الطريق نحو توحيد معايير المنتجات لتحسين الخدمات اللوجستية، مما أدى إلى ظهور نظام المعايير العسكرية الأمريكية. واليوم، تقوم شركات الصناعة ومنظمة المعايير الدولية أيضًا بالكثير من هذه المواصفات، بينما تقوم وزارة الدفاع الأمريكية والجيش بقدر أقل منها (كما هو موضح في المعايير العسكرية الأمريكية> الأصول والتطور)، على الرغم من أن العديد من معايير MIL لا تزال سارية. (انظر أيضًا MS- وNAS). |
| ANN                         | التلدين، المُلدَّن                                                                                      | |
| ANSI                        | المعهد الأمريكي للمعايير الوطنية                                                                     | والعديد من المعايير التي تصدرها، على سبيل المثال، ANSI Z87.1. |
| APPROX                      | تقريبًا                                                                                               | |
| AQL                         | acceptable quality level                                                                             | حد التفاوت (العيب) المسموح به في مجموعة من الأجزاء. من السهل أن نقول إنه لا أحد يريد أي خطأ، وأن الجميع يريدون الكمال الموحد؛ ولكن في الواقع، لا يحدث هذا إلا نادراً. والذكاء وراء تحديد حدود الجودة المقبولة يكمن في معرفة مقدار الخطأ الذي يُمكن تحمُله بالنظر إلى التكاليف التي قد يتكلفها أي جهود لتقليص ذلك الخطأ بشكل أكبر. |
| AR                          | as required                                                                                          | اختصار يستخدم في قوائم الأجزاء (PLs، LMs، BoMs) في حقل الكمية لكل مجموعة لا يمكن تحديد العدد المطلوب منها على وجه الدقة. على سبيل المثال، في مجموعة بها وصلة مثبتة بمسامير باستخدام أربعة مسامير، ستجد في عمود كمية المسامير العدد 4، وكذلك العدد "4" للصامولة، و"AR" (حسب المطلوب) في عمود مثبت الخيط السائل الذي سيُستخدم. |
| AS                          | Aerospace Standards; Australian Standards                                                            | 1. معايير الطيران والفضاء، وهي معايير فنية تحتفظ بها جمعية مهندسي السيارات الدولية وتستخدم على نطاق واسع في صناعات التصنيع الفضائي. أحيانًا ما تحمل أجهزة الطيران والفضاء القياسية البادئة AS- في أرقام الكتالوج. 2. المعايير الأسترالية (Australian Standards)، معايير لكل صناعة أستراليا |
| AS, APS, APV, AV, APSL, AVL | approved product supplier, approved vendor, approved-product-supplier list, approved-vendor list     | عند موافقة CDA على شركات معينة فقط لتصنيع المنتج (أي، لصنع ما يحدده الرسم)، تُسمى بأسماء مثل "المورد المعتمد" أو "مورد المنتج المعتمد" أو "البائع المعتمد" أو "بائع المنتج المعتمد". تسمى قائمة هذه الشركات (التي تتغير عادةً بمرور الوقت) APSL أو AVL أو أسماء مماثلة. يتطلب فحص الشركات المدرجة في هذه القائمة من CDA تدقيق (وربما إعادة التدقيق بشكل دوري) للشركات، مما يُزيد النفقات العامة لـ CDA. لذلك، غالبًا ما تستشهد الشركات الأصغر بقوائم الشركات الأكبر من أجل تجنب تكلفة تكرار الجهد.                                                             |
| ASA                         | American Standards Association                                                                       | الاسم السابق لـ المعهد الوطني الأمريكي للمعايير (ANSI) (من عشرينيات حتى ستينيات القرن العشرين). |
| ASME                        | الجمعية الأمريكية للمهندسين الميكانيكيين                                                             | تُصدر العديد من المعايير، على سبيل المثال ASME Y14.5. |
| ASSY or ASY                 | assembly                                                                                             | يشير إلى مجموعة من الأجزاء وليس إلى جزء واحد (فرعي) ("جزء القطعة"، "جزء تفصيلي"). |
| ASTM                        | سابقًا كان the American Society for Testing and Materials; والآن صار الجمعية الأمريكية لاختبار المواد | يحافظ على المعايير الفنية، وخاصة فيما يتعلق بـعلوم وهندسة المواد والقياس. |
| AVG                         | متوسط رياضي                                                                                          | |
| AWG                         | معيار السلك الأمريكي                                                                                 | |
|                             | | |

## B
| الرمز أو الاختصار | التعريف               | الوصف |
| ----------------- | --------------------- | --- |
|                   |                       | |
| BASIC             | basic dimension       | البعد الأساسي هو البعد الذي يمثل القيمة النظرية دون أي نطاق تفاوت. ولا يُستخدم كمعيار قبول. وبالتالي فهو يشبه في بعض النواحي البعد المرجعي. والسبب وراء عدم وجود تفاوت في البُعد الأساسي هو أن قيمته الفعلية سوف تقع (بشكل مقبول) حيث جرى وضعها بواسطة القيم الفعلية للميزات الأخرى، حيث تكون الميزات الأخيرة هي تلك التي بها تفاوت محدد. ومن الأمثلة الشائعة والبسيطة "موقع الحفرة": إذا كان موقع نقطة مركز الحفرة له تفاوت محدد، فإن إحداثيات نقطة المركز لا تحتاج (ولا ينبغي أن يكون لها) تفاوت منفصل. وبالتالي تُعطى كأبعاد أساسية. في الممارسة الحديثة، يكون للأبعاد الأساسية مستطيل حولها، أو في بعض الأحيان كلمة "BASIC". |
| BC or B.C.        | bolt circle           | |
| BCD or B.C.D.     | bolt circle diameter  | |
| BHC               | bolt hole circle      | نفس تعريف قطر دائرة البراغي bolt circle diameter |
| BHCS              | button head cap screw | مثل SHCS ولكن مع برغي. |
| BHN               | اختبار برينل للصلادة  | |
| BoM or BOM        | bill of materials     | يُطلق عليها أيضًا قائمة المواد (LM أو L/M). تتداخل كثيرًا من حيث المفهوم مع قائمة الأجزاء (PL أو P/L). لا يوجد تمييز مطبق بشكل ثابت بين L/M أو BoM أو P/L. |
| BoP or BOP        | bought out part       | جزء حُصل عليه من مورد خارجي، أو جرى "شراؤه". |
| BP, B/P           | blueprint             | "وفق B/P" = "وفق الرسم" |
| BRZ               | برونز                 | |
| BSC               | basic dimension       | انظر معلومات الأبعاد الأساسية أعلاه. |
|                   |                       | |

## C
| الرمز أو الاختصار  | التعريف                                            | الوصف |
| ------------------ | -------------------------------------------------- | --- |
|                    |                                                    | |
| CAD                | تصميم بمساعدة حاسوب، computer-aided drafting; طلي] | |
| CAGE               | Commercial and Government Entity [code]            | رمز CAGE هو معرف فريد لوصف كيان (أي وكالة حكومية أو مؤسسة محددة في موقع محدد) يكون CDA أو ODA أو MFR للجزء المحدد بالرسم. يمكن لشركة واحدة أن يكون لديها العديد من رموز CAGE، كما يمكن للحكومة أن يكون لديها رمز CAGE خاص بها، لأن كل قسم وموقع (حرم جامعي) يمكن أن يكون له رمز CAGE خاص به. يمكن أن يتغير مالك رمز CAGE نفسه على مر السنين. على سبيل المثال، سيشير رمز CAGE الذي كان يشير سابقًا إلى موقع معين لشركة مارتن ماريتا الآن إلى شركة لوكهيد مارتن في نفس الموقع (على الرغم من أن المباني ربما جرى استبدالها وقد تُظهر اللافتات أسماء مختلفة). |
| C-C or C-TO-C      | centre-to-centre; on centres                       | يُتعرِّف المسافة من المركز إلى المركز بين شيئين، مثل فتحتين. |
| CBN                | نتريد البورون                                      | مادة تصنع منها بعض أدوات القطع ذات الأطراف |
| CDA                | current design activity                            | CDA هي الكيان (سواء كان شركة أو وحدة تابعة لمؤسسة عسكرية وطنية أو وزارة دفاع أو وكالة حكومية مدنية أخرى) الذي يتمتع حاليًا بسلطة التصميم على تصميم الجزء (التعريف). قد يكون الكيان الذي صمم الجزء لأول مرة (أي، ODA)، ولكن من المرجح اليوم أيضًا أن يكون كيانًا تاليًا معينًا، نظرًا لنشاط الاندماج والاستحواذ (M&A) (على سبيل المثال، قامت شركة ODA بشراء شركة CDA)؛ تأجير العقود (على سبيل المثال، قسم الهندسة في الجيش ODA يسلم نشاط التصميم إلى المقاول الرئيسي الذي يصنع معظم الأجزاء أو كلها، مما يحول هذا المقاول إلى CDA الجديد)؛ الخصخصة (على سبيل المثال، تقوم الحكومة بخصخصة تصميم وتصنيع المواد، وترسانة الدولة العسكرية فتنقل ODA سلطة التصميم إلى ترسانة خاصة مقاول دفاع ODA)؛ أو ترخيص براءات الاختراع (على سبيل المثال، يقوم المخترع الحائز على براءة اختراع [ODA] بترخيص شركة واحدة أو عدة شركات لتصنيع المنتجات باستخدام ملكيته الفكرية، وفي هذه الحالة يمكن أن ينتهي الأمر بـ "نفس" الجزء مع سلطات تصميم متعددة، على الرغم من أنها قد لا تعتبر سلطة تصميم رسمية/اسمية). |
| CERT or cert       | شهادة اعتماد                                       | على سبيل المثال، شهادة المحتوى المعدني والعمليات |
| CG                 | centerless ground, centerless grinding             | |
|                    | Center mark                                        | يحدد مركز الدائرة أو مركز جزء من دائرة. |
| CH or CHAM         | شطيبة                                              | |
| CI                 | حديد زهر                                           | لم يعد هذا الاختصار مستخدمًا بشكل شائع. من الأفضل أن نكتبه واضحًا دون اختصار. |
| CL or ℄            | centreline or centerline؛ class                    | 1. الخط المركزي، المحور المركزي لشيء ما. 2. الفئة، على سبيل المثال، "الطلاء حسب المواصفات XYZ المراجعة C النوع 1 الفئة 2" يمكن اختصارها إلى "الطلاء حسب المواصفات XYZ REV C TY1 CL2" أو حتى في بعض الحالات "الطلاء حسب المواصفات XYZ-C-1-2". (الممارسة الأخيرة ليست نادرة الاستخدام ولكنها غامضة خاصةً بالنسبة للعمال ذوي التدريب والخبرة البسيطة. الخيار الأول هما الأفضل.) |
| CNC                | تحكم رقمي باستخدام الحاسوب                         | |
| CR                 | controlled radius                                  | نصف قطر القوس أو الدائرة، بدون تسطيحات أو انعكاسات. تُحدد هذه النسخة الصارمة من تعريف نصف القطر في التطبيقات الصعبة عندما يجب التحكم في شكل نصف القطر بشكل أكثر صرامة من "الوقوع ضمن منطقة التفاوت البُعدي". من المواصفات الهندسية الرديئة يستخدم CR وليس R ببساطة لفرض الصنعة الجيدة. CR مخصص للميزات الحرجة التي يتطلب أداؤها حقًا هندسة شبه مثالية. وجود هذه المواصفة يزيد من سعر القطعة، لأنه يرفع تكاليف التصنيع وضمان الجودة. |
| CRES               | corrosion-resistant [steel]                        | مرادف إلى حد كبير لـ الفولاذ المقاوم للصدأ، إلا إذا حُددت درجات ومواصفات وتمييزات محددة في الرسم، يُعامِل بعض الأشخاص CRES على أنه مجموعة فرعية من الفولاذ المقاوم للصدأ. |
| CRS                | cold rolled steel؛ on centres                      | يُستخدم لتعريف المسافة من المركز إلى المركز بين شيئين، مثل فتحتين. |
| C/T                | Correlation / Tracking                             | |
| C'BORE أو CBORE أو | counterbore                                        | |
| CSK أو CSINK أو    | تخويش                                              | |
| CTN, ctn           | carton                                             | |
|                    |                                                    | |

## D
| الرمز أو الاختصار | التعريف                      | الوصف |
| ----------------- | ---------------------------- | --- |
|                   |                              | |
|                   | depth, deep, down            | يحدد عمق الشيء. |
| ⌀                 | قطر (هندسة)                  | قطر الدائرة. في إطار التحكم بالميزات (FCF)، يخبرك الرمز ⌀ أن منطقة التفاوت الهندسي هي أسطوانة (هندسة). تتضمن اختصارات "قطر (هندسة)" قطر (هندسة) وDIA وD. |
| D                 | قطر (هندسة)؛ دلتا (حرف)      | تتضمن الاختصارات الخاصة بـ "قطر (هندسة)" كلاً من قطر (هندسة)، وDIA، وD. لاستخدام دلتا، راجع على سبيل المثال "رسم هندسي".                                  |
| DIA               | قطر (هندسة)                  | قطر الدائرة. تتضمن اختصارات "قطر (هندسة)" قطر (هندسة) وDIA وD.                                                                                           |
| DIP               | ductile iron pipe            | |
| DIM               | dimension, dimensioning      | |
| DO, do            | ditto                        | يظهر أحيانًا في الرسومات القديمة بدلاً من تكرار بُعد معين.                                                                                                  |
| DOD, DoD          | [U.S.] Department of Defense | انظر أيضًا MOD. |
| DPD               | digital product definition   | مرادف لـ MBD. |
| DRG               | drawing                      | (المعيار الأسترالي AS1100.101 ص 8 جدول 1.1) |
|                   |                              | |

## E
| الرمز أو الاختصار | التعريف                        | الوصف |
| ----------------- | ------------------------------ | --- |
|                   |                                | |
| ED                | edge distance                  | عادة ما تكون هناك حاجة إلى مسافة دُنيا بين الحواف (min ED) للثقوب المثقوبة وأدوات التثبيت. |
| EO, ECO, ECN      | engineering order              | أمر من قسم الهندسة (يتعين على قسم الإنتاج أو البائع اتباعه) يتجاوز/يحل محل تفاصيل في الرسم، والتي تُستبدل بمعلومات منقحة. يُطلق عليه أيضًا أسماء أخرى مختلفة، مثل أمر التغيير الهندسي (ECO)، وإشعار التغيير الهندسي (ECN)، وإشعار تغيير الرسم (DCN)، وما إلى ذلك. انظر أيضًا REV. |
| EQL, EQ,EQS       | equal, equally, equally spaced | على سبيل المثال، "قُطر10 4X EQL SPACED ON BC" تعني "حفر أربع فتحات بقطر 10 مم ومتباعدة مسافات متساوية حول دائرة البرغي." "6-⌀6.8 EQS PCD 50" تعني "حفر 6 فتحات بقطر 6.8 مم ومتباعدة مسافات متساوية على قطر دائرة ⌀50."                                                         |
| ERC               | electrical rule check          | |
| EXIST.            | existing                       | |
|                   |                                | |

## F
| الرمز أو الاختصار | التعريف                                     | الوصف |
| ----------------- | ------------------------------------------- | --- |
|                   |                                             | |
| f                 | finish                                      | كان الحرف f المائل (الحرف اللاتيني الصغير f) المكتوب على خط يُمثل سطحًا ما يُستخدم قديمًا للإشارة إلى أن السطح يجب أن يُصنَّع آليًا وليس عن طريق الصب أو الطَرق. جاء الحرف f من كلمة "finish" بمعنى "التشطيب الآلي" على عكس الصب/التشكيل. لاحقًا، عقدت جمعية معايير التصنيع إجماعًا لاستخدام حرف V (على وجه التحديد V وفق الخط لاذنابية) فوق السطح. سرعان ما تطور هذا إلى علامة " علامة الاختيار" مع رقم مصاحب يُخبر القارئ بقيمة الخشونة القُصوى (RMS، ميكروبوصة أو ميكرومتر) للتشطيب الآلي، لتُقاس باستخدام مقياس الملامح profilometer. |
| FAO               | finish all over                             | ملاحظة تخبر الشركة المصنعة بأن جميع أسطح القطعة يجب أن تُصنَّع آليًا (فلا يُستخدم الصب أو الطرق مع أي سطح). ما زال يُستخدم، ولكن لم يعد يُرى بشكل شائع كما كان منذ عقود؛ لأن الأجزاء التي كانت ذات يوم مصبوبة بشكل نُقطي أصبح الآن الاحتمال الأكثر هو تشكيلها من كتلة باستخدام تحكم رقمي باستخدام الحاسوب. ولكن الأهم من ذلك، أن أفضل ممارسات الهندسة اليوم، والتي تعكس التصميم من أجل قابلية التصنيع وتجنب التكلفة الزائفة، هي إما تحديد متطلبات محددة وقابلة للقياس للأسطح ذات الاحتياجات المحددة (مثل قياسات خشونة RMS بالميكروبوصة أو الميكرومتر، بالإضافة إلى أي احتياجات للطلاء)، أو ترك التشطيب خارج تعريف القطعة (وبالتالي وفقًا لتقدير الشركة المصنعة) لأنه ليس من مهم. وهي نفس السبب وراء التحول في المعايير العسكرية من كتابة المتطلبات حول الأساليب إلى كتابتها حول الأداء، مع كون طريقة الوصول إلى هذا الهدف متروكة لإبداع المصمم. |
| FCF               | feature control frame                       | الصندوق المستطيل (به عدة خلايا) الذي ينقل التفاوتات الهندسية في GD&T. يخبرك عادةً بنوع الحالة الهندسية (على سبيل المثال، متوازي، عمودي، دائري، متحدة المركز)، متبوعًا بحجم (وربما شكل) منطقة التفاوت، وأخيرًا أي مسند جيوديسي تتعلق بها، وترتيب القياس عليها، والحالة المادية التي تنطبق عليها (LMC، أو MMC، أو RFS). يخبرك رمز (القطر) أن منطقة التفاوت الهندسي هي أسطوانة. |
| FD or F/D         | field of the drawing                        | الحقل [الرئيس] للرسم، على عكس المناطق الأخرى منه، مثل قائمة الأجزاء (P/L)، والملاحظات العامة (G/N)، وملاحظات الأعلام (F/N أو FL)، والعنوان (T/B)، والمراجعة (R/B)، وقائمة المواد (B/M أو BoM أو BOM)، أو قائمة المواد (L/M). غالبًا ما تستخدم الأسباب المنطقية لتغييرات الرسم التي جرى ملاحظتها في المراجعة. (على سبيل المثال، "كان DIM 14.00 هو 12.50؛ أُضيفت معلومات TOL الافتراضية إلى T/B؛ وأُضيفت خطوط رئيسية إلى F/D؛ وأُضيفت معرفات الأجهزة البديلة إلى P/L؛ وأُضيفت سبيكة بديلة إلى L/M"). |
| FIM               | full indicator movement                     | انظر أيضًا TIR. |
| FL                | رسم هندسي، flagnote                         | ملاحظة تُذكر في أماكن محددة في حقل الرسم. وتُرقَّم برمز علم منمق يحيط بالرقم. تنطبق الملاحظة العامة بشكل عام ولا تُذكر باستخدام الأعلام. |
| FL                | Floor Level                                 | مستوى الأرضية للمبنى الحالي أو المقترح أو المنصة الخرسانية |
| FN or F/N         | flag note, flagnote; find number            | 1. ملاحظة العلم: هي ملاحظة تُذكر في أماكن محددة في حقل الرسم. وهي مرقمة برمز علم منمق يحيط بالرقم (أو في بعض الأحيان رمز دلتا). تنطبق الملاحظة العامة بشكل عام ولا تُذكر بالأعلام. 2. أوجد رقم: يشير "FN" الذي يعني "أوجد رقم" إلى الرقم الترتيبي الذي يعطي علامة تعريف لأحد المكونات في قائمة الأجزاء (قائمة المواد). وبالتالي فإن "التثبيت باستخدام FN7" يشير إلى المثبت الذي "يجد الرقم" 7 في القائمة. |
| FoS               | feature of size                             | نوع من السمات المادية على جزء. سمة الحجم هي سمة يمكن أن يكون لها حجم مرتبط بها، وعادة ما تنطوي على تقابل سطحين (على سبيل المثال، الجانبان المتقابلان قطريًا لجدار الثقب؛ والجداران المتقابلان للفتحة أو الشفة). سمات الحجم (FoSs) في الواقع لها دائمًا أحجام وأشكال فعلية تختلف عن حجمها وشكلها النظريين؛ والغرض من التفاوت هو تحديد ما إذا كان الاختلاف مقبولاً أم لا. وبالتالي فإن حالة المادة (LMC، أو MMC، أو في مكان ما بينهما، أو RFS) مهمة في GD&T. يمكن تعريف تفاوت هندسي معين فيما يتعلق ببيانات حجم معين تكون عند LMC أو عند MMC. |
| FPSO              | Floating Production Storage and Offloading  | الاختصار FPSO هو نظام إنتاج عائم يستقبل السوائل (النفط الخام والماء ومجموعة من الأشياء الأخرى) من خزان تحت سطح البحر من خلال أنابيب صاعدة، والتي تقوم بعد ذلك بفصل السوائل إلى نفط خام وغاز طبيعي وماء وشوائب داخل مرافق الإنتاج الموجودة على سطح السفينة. يُفرَّغ النفط الخام المُخزَّن في خزانات التخزين الخاصة بـ FPSO على ناقلات مكوكية لنقله إلى السوق أو لمزيد من التكرير على اليابسة. أصبحت أنظمة FPSO وFSO (التخزين والتفريغ العائم) اليوم الطريقة الأساسية للعديد من مناطق إنتاج النفط والغاز البحرية حول العالم. |
| FS                | far side                                    | تخبر ملاحظات الرسم "الجانب القريب NS" و"الجانب البعيد FS" القارئ عن الجانب الذي توجد عليه السِمة. أحد الأمثلة هو مواقع الفتحات؛ يحدد "3X AND 3X FAR SIDE" مجموعات متناظرة من 3 فتحات على جانبي الجزء (6 إجمالاً)، دون الحاجة إلى إعادة تعريف إحداثيات مركز الفتحة المكافئة. |
| FSCM              | Federal Stock/Supply Code for Manufacturers | اسم قديم لـ "رمز CAGE". ويُعرف أيضًا باسم NSCM (رمز المخزون/الإمداد الوطني للمصنعين). |
| FTG               | fitting                                     | |
|                   |                                             | |

## G
| الرمز أو الاختصار | التعريف               | الوصف                                                                                    |
| ----------------- | --------------------- | ---------------------------------------------------------------------------------------- |
|                   |                       |                                                                                          |
| GCI               | حديد زهر رمادي        |                                                                                          |
| GD&T or GDT       | قياس الأبعاد والتفاوت | لغة موحدة لتحديد وتوصيل الأبعاد والتفاوتات.                                              |
| GN or G/N         | general note(s)       | تحتوي معظم الرسومات الهندسية على قائمة ملاحظات، والتي تتضمن ملاحظات عامة وملاحظات أعلام. |
|                   |                       |                                                                                          |

## H
| الرمز أو الاختصار | التعريف                          | الوصف                                                                                                  |
| ----------------- | -------------------------------- | --- |
|                   |                                  | |
| HBW               | hardness, Brinell, tungsten tip  | انظر مقياس برينيل. (يأتي الحرف "W" من رمز عنصر التنغستن، W، والذي يأتي من الكلمة الألمانية "Wolfram".) |
| HDPE              | بولي إيثيلين عالي الكثافة        | |
| HHCS              | hex head cap screw               | |
| HRA               | hardness, Rockwell, مقياس روكويل | انظر مقياس روكويل.                                                                                     |
| HRB               | hardness, Rockwell, مقياس روكويل | انظر مقياس روكويل.                                                                                     |
| HRC               | hardness, Rockwell, مقياس روكويل | انظر مقياس روكويل.                                                                                     |
| HRS               | درفلة                            | |
| HT TR             | heat treat, معالجة حرارية        | |
| H&T or H/T or HT  | hardened and tempered            | شكل من أشكال المعالجة الحرارية حيث يجري أولاً تصلب المعدن ثم التسخين. قارن N&T.                         |
|                   |                                  | |

## I
| الرمز أو الاختصار | التعريف                                         | الوصف |
| ----------------- | ----------------------------------------------- | --- |
|                   |                                                 | |
| IAW               | in accordance with                              | من الشائع في الرسومات الهندسية توجيه المستخدم للقيام بالنشاط X وفقًا لـ المعيار الفني Y. على سبيل المثال، عبارة "لحام جميع التجميعات الفرعية وفقًا لمعيار جمعية اللحام الأمريكية رقم XYZ.123" تعني أنه يجب تنفيذ "لحام جميع التجميعات الفرعية وفقًا المنصوص عليه في معيار جمعية اللحام الأمريكية رقم XYZ.123" (الرقم افتراضي في هذا المثال). إن كلمة "per" والتي تعني "وفق" تُعادل وظيفيًا كلمة "IAW" في مثل هذه السياقات؛ وبالتالي "قم بربط جميع الصفائح المعدنية وفقًا لمعيار MIL-PRF-123456" أو "[...] IAW MIL-PRF-123456". جزء من الدافع وراء اختيار عبارة "IAW وفقًا لـ" هو أنها لا تدعي أن أي نشاط معين "محدد صراحةً" بالمعيار XYZ.123 (والذي يمكن تفسير كلمة "per" على أنها تدعي ذلك، على الأقل في الدلالة)؛ بل إن هذه الكلمات لا تفعل أكثر من توجيه المستخدم إلى أن أي شيء يفعله لا ينبغي أن "يتعارض" مع المعيار بأي شكل من الأشكال. ولكن هذا تمييز دلالي دقيق، و"per" و"IAW" متكافئان دلاليًا. |
| ID                | inner diameter; identity, identification number | |
| IED               | Insufficient Edge Distance                      | عادة ما يكون للثقوب المحفورة مسافة حافة دُنيا مطلوبة، إذا وجد التفتيش أن مسافة الحافة أقل من الحد الأدنى، فعادة ما يُبلغ عن وجود حالة "مسافة حافة غير كافية" IED. |
| ISO               | المنظمة الدولية للمعايير                        | تُحدد العديد من المعايير، على سبيل المثال، ISO 10303 |
|                   |                                                 | |

## J
| الرمز أو الاختصار | التعريف                   | الوصف                                                   |
| ----------------- | ------------------------- | ------------------------------------------------------- |
|                   |                           |                                                         |
| JIS               | Japan Industrial Standard | إشارة إلى المعايير التي نشرتها جمعية المعايير اليابانية |
|                   |                           |                                                         |

## K
| الرمز أو الاختصار | التعريف                                            | الوصف |
| ----------------- | -------------------------------------------------- | --- |
|                   |                                                    | |
| KEY               | key                                                | تحدد تعليقات الرسومات التي تحمل علامة "KEY" "الخصائص الرئيسة" التي تُعد مُهمة خصوصًا فيما يتعلق بالملاءمة أو الوظيفة أو السلامة أو لأسباب أخرى. وبالتالي، تخضع لمستويات أعلى من أخذ العينات في عمليات التفتيش. |
| KPSI، kpsi        | كيلو رطل لكل بوصة مربعة، أي ألف رطل لكل بوصة مربعة | انظر المرادف KSI. |
| KSI، ksi          | كيلو رطل لكل بوصة مربعة، أي ألف رطل لكل بوصة مربعة | KSI (أو ksi)، ويختصر أيضًا KPSI أو kpsi، هو مقياس غير تابع لنظام الوحدات الدولي لقياس قوة الشد القصوى، أي عدد وحدات قوة الشد التي يمكن للمادة أن تتحملها لكل وحدة من مساحة المقطع العرضي قبل الكسر. في نظام الوحدات الدولي، تكون الوحدة هي باسكال (Pa) (أو مضاعف لها، غالبًا ميجاباسكال (MPa)، باستخدام بادئة نظام الوحدات الدولي)؛ أو، على نحو مكافئ للباسكال، نيوتن لكل متر مربع (N/m2). |
|                   |                                                    | |

## L
| الرمز أو الاختصار | التعريف                   | الوصف |
| ----------------- | ------------------------- | --- |
|                   |                           | |
| LDD               | limited dimension drawing | تنفيذ لـ تعريف قائم على النموذج لا يزال يستخدم رسمًا ثنائي الأبعاد، لكنه يحتوي فقط على معلومات بالغة الأهمية. يجب سحب جميع المعلومات المفقودة من الرسم من نموذج ثلاثي الأبعاد لذلك الجزء أو التجميع. |
| LH                | left-hand                 | الإشارة إلى اليد العاملة، مثل يد العمل الحلزونية لخيوط المسمار أو اليد العاملة المتماثلة في صورة المرآة لزوج من الأجزاء المتماثلة. |
| LM or L/M         | قائمة المواد              | تسمى أيضًا قائمة المواد (BoM, BOM). تتداخل كثيرًا من حيث المفهوم مع قائمة الأجزاء (PL أو P/L). لا يوجد تمييز ثابت بين L/M أو BoM أو P/L. |
| LMC               | least material condition  | حالة للمادة في GD&T. تعني أن سمة الحجم (FoS) تكون عند حد التفاوت في الاتجاه الذي يترك أقل قدر من المادة على القطعة. وبالتالي، تكون سمة داخلية للحجم (مثل الثقب) عند أكبر قطر لها، أو سمة خارجية للحجم (مثل الحافة) عند أصغر سمك لها. رمز GD&T لـ LMC هو حرف L محاط بدائرة. (انظر أيضًا MMC وRFS.) يمكن تعريف تفاوت هندسي معين فيما يتعلق ببيانات FoS معينة تكون عند LMC أو عند MMC. |
|                   |                           | |

## M
| الرمز أو الاختصار | التعريف                               | الوصف |
| ----------------- | ------------------------------------- | --- |
|                   |                                       | |
| MACH              | machine; machined                     | |
| MAJ               | major                                 | مثل القطر الرئيسي، أو السمة الرئيسية (لمستوى أخذ العينات) |
| MAX               | النقاط الحدية                         | |
| MBD               | model-based definition                | تحديد القطعة من خلال نموذج ثلاثي الأبعاد بمساعدة الحاسوب CAD وليس من خلال رسم هندسي ثنائي الأبعاد. يمكن طباعة الرسومات (رسمها) من النموذج للاستخدام المرجعي، لكن النموذج يظل الأداة القانونية الحاكمة. |
| MBP               | measurement between pins              | الخيوط، والخطوط المنحنية، والتروس (الداخلية، الأنثوية) (مرادفة لـ MBW) (انظر أيضًا MOP، MOW) |
| MBW               | measurement between wires             | الخيوط، والخطوط المنحنية، والتروس (الداخلية، الأنثوية) (انظر أيضًا MBP، MOP، MOW) |
| MF or M/F         | make from                             | عندما يُصنع رقم جزء واحد من جزء آخر، فهذا يعني أخذ الجزء A وإضافة بعض الميزات الإضافية إليه، مما يؤدي إلى إنشاء الجزء B. ستشير قائمة الأجزاء أو L/M، في حقل "المادة"، إلى "M/F PN 12345". |
| MFD               | manufactured                          | |
| MFG               | manufacturing                         | |
| MFR               | manufacturer                          | قد يكون مثل CDA أو ODA، أو قد لا يكون كذلك. |
| MIL-              | [U.S.] Military                       | بادئة لأسماء المعايير العسكرية للولايات المتحدة والمواصفات المختلفة، على سبيل المثال، MIL-STD-*، وMIL-SPEC-*، وMIL-DTL-*، وMIL-PRF-*، وMIL-A-*، وMIL-C-*، وMIL-S-*، وMIL-STD-1913، وMIL-STD-1397. |
| MIN               | النقاط الحدية، دقيقة/دقائق، minor     | |
| MMC               | maximum material condition            | حالة للمادة في GD&T. تعني أن سمة الحجم (FoS) تكون عند حد تفاوتها في الحجم في الاتجاه الذي يترك أكبر قدر من المادة على القطعة. وبالتالي، تكون سمة الحجم الداخلية (مثل الثقب) عند أصغر قطر لها، أو سمة الحجم الخارجية (مثل الحافة) عند أكبر سُمك لها. رمز GD&T لـ MMC هو M محاط بدائرة. (انظر أيضًا LMC وRFS.) يمكن تعريف تفاوت هندسي معين فيما يتعلق ببيانات FoS معينة تكون عند LMC أو عند MMC. |
| MOD, MoD          | Ministry of Defence [U.K. and others] | انظر أيضًا DOD. |
| MOP, MoP          | measurement over pins                 | الخيوط، والخطوط المسننة، والتروس (الخارجية، الذكر) (مرادف لـ MOW، القياس عبر الأسلاك) |
| MOW, MoW          | measurement over wires                | الخيوط، والخطوط المنحنية، والتروس (الخارجية، الذكر) (انظر أيضًا MBW، MBP، MOP) |
| MPa, MPA          | باسكال (وحدة)                         | مقياس شائع في نظام الوحدات الدولي SI لـ قوة الشد القصوى (UTS)، أي عدد وحدات قوة الشد التي يمكن للمادة أن تتحملها لكل وحدة من مساحة المقطع العرضي قبل الكسر. يُكتب أول حرفين بحروف كبيرة بينما الحرف الثالث صغيرًا على الصورة (MPa)، ويجب الحفاظ عليه بهذا الشكل حتى عندما يكون النص المحيط منسقًا بأحرف كبيرة (وهذا الأخير هو تقليد مستخدم بشكل متكرر في الرسم الهندسي). ولكن ليس من غير المألوف رؤية "MPA" بسبب بعض الإهمال. وفقًا للمصطلحات غير التابعة للنظام الدولي للوحدات، فإن وحدة UTS هي KSI (أو ksi)، والتي تراها هنا. |
| MRB               | material review board                 | لجنة تقوم بمراجعة بعض المواد غير المطابقة والتي تُقدَّم على أنها لا تزال صالحة للاستخدام أو قابلة للبيع (إذا لم تعيق عدم المطابقة الملاءمة أو الوظيفة). |
| MS-               | [U.S.] Military Standard              | المعايير التي وضعها الجيش الأمريكي والمستخدمة على نطاق واسع في التصنيع الفضائي (العسكرية والمدنية) وغيرها من الصناعات العسكرية. تستخدم الأجهزة القياسية أحيانًا البادئة MS- في أرقام الكتالوج. (انظر أيضًا AN- وNAS.) |
|                   |                                       | |

## N
| الرمز أو الاختصار | التعريف                                      | الوصف |
| ----------------- | -------------------------------------------- | --- |
|                   |                                              | |
| NAS               | National Aerospace Standards                 | المعايير التي تحافظ عليها جمعية مهندسي السيارات الدولية وتستخدم على نطاق واسع في التصنيع الجوي. كانت كلمة "National" تشير ضمناً في السابق إلى الولايات المتحدة، ولكن اليوم يُستخدم معايير NAS وغيرها على مستوى العالم. تستخدم الأجهزة القياسية المستخدمة في أعمال الطيران أحيانًا البادئة NAS- في أرقام الكتالوج. (انظر أيضًا AN- وMS-.) |
| NC                | National Coarse; تحكم رقمي باستخدام الحاسوب  | مؤشر الخشونة، كان يُستخدم قبل عام 1949، والآن يُستخدم (UNC) ضمن Unified Thread Standard. |
| NCM               | nonconforming material(s)                    | يُستخدم هذا الاختصار في ورشة الآلات عند تسجيل حالات عدم المطابقة (خارج التفاوت، وما إلى ذلك). على سبيل المثال، "تُوضع علامة NCM على الجزء التالف". |
| NCR               | nonconformance report                        | تقرير يسرد حالات عدم المطابقة (خارج نطاق التفاوت، وما إلى ذلك). يساعد في تحليل نقاط الضعف في النظام (مثل المعدات المهترئة، أو المشغلين الذين يحتاجون إلى المزيد من التدريب، أو الممارسات الخطيرة). |
| NEC               | not elsewhere classified; ان اف بي أي 70     | بمعنى "غير مصنف في مكان آخر"، وهذا الاختصار معروف جيدًا في مجالات معينة، ولكن ليس في مجالات أخرى؛ لتجنب الارتباك، يُرجى توضيحه. الكود الكهربائي الوطني National Electrical Code هو معيار للأعمال الكهربائية. |
| NEF               | National Extra Fine                          | كان يُستخدم قبل عام 1949، والآن يُستخدم Unified National Extra Fine (UNEF) ضمن معيار الخيط الموحد. |
| NF                | National Fine                                | كان يُستخدم قبل عام 1949، والآن يُستخدم Unified National Fine (UNF) ضمن معيار الخيط الموحد. |
| NL or N/L         | notes list                                   | قائمة الملاحظات التي تظهر في مكان ما على الرسم، غالبًا في الزاوية اليسرى العليا. |
| NOM               | سعر ثابت وسعر جاري                           | |
| NORM or NORMD     | normalized                                   | يشير إلى التطبيع، وهو معالجة حرارية لتخفيف الإجهاد. انظر أيضًا HT TR. |
| NPS               | Naval Primary Standard                       | (لا ينبغي الخلط بينه وبين التعليق على الأنبوب المستقيم بوسم "NPS"، والذي يجب أن يُوسم بدلاً من ذلك بـ NPSM أو NPSL أو NPSH) |
| NPT               | National Pipe Taper                          | سلسلة فرعية من معيار الخيط الموحد. |
| NS                | National Special; near side                  | 1. National Special، سلسلة خيوط لولبية؛ انظر معيار الخيط الموحد. سلسلة قابلة للتمديد، تغطي خيوطًا خاصة متنوعة. 2. الجانب القريب: تخبرنا ملاحظات الرسم "الجانب القريب" و"الجانب البعيد" بالجانب الذي توجد عليه السمة من الجزء. انظر "الجانب البعيد".                                                                                   |
| NSCM              | National Stock/Supply Code for Manufacturers | اسم قديم لـ "رمز CAGE". ويُعرف أيضًا باسم FSCM (رمز المخزون/الإمداد الفيدرالي للمصنعين). |
| N&T or N/T or NT  | normalized and tempered                      | شكل من أشكال المعالجة الحرارية حيث يجري أولاً تطبيع المعدن (تخفيف الضغط) ثم تلطيف المعدن. قارن H&T. |
| NTS               | not to scale                                 | انظر أيضًا مقياس الرسم الهندسي. |
|                   |                                              | |

## O
| الرمز أو الاختصار | التعريف   | الوصف |
| ----------------- | --------- | ----- |
|                   |           |       |
| oc                | on center |       |

## P
| الرمز أو الاختصار | التعريف                                                                                   | الوصف |
| ----------------- | ----------------------------------------------------------------------------------------- | --- |
|                   |                                                                                           | |
| pc, pcs           | piece, pieces                                                                             | قطعة أو قِطع |
| PD                | سن اللولب                                                                                 | |
| PCD, P.C.D.       | Pitch Circle Diameter                                                                     | قطر دائرة البراغي (PCD)، هو قطر تلك الدائرة التي تمر عبر مركز جميع فتحات البراغي أو مسامير العجلة أو فتحات حافة العجلة أو المسامير. أفضل مثال على ذلك هو الشفاه Flanges، فهناك فتحات متعددة في الشفاه، والدائرة التي تمر عبر مركز هذه الفتحات تُعرف باسم دائرة البراغي، ويُعرف قطر هذه الدائرة باسم قطر دائرة البراغي، أو اختصارًا PCD .                                                                             |
| PDM, PDMS         | product data management, product data manager [app], product data management system [app] | قاعدة بيانات وتطبيقات ذات صلة تُسهل جميع جوانب إدارة ملفات البيانات، على سبيل المثال: ملفات بيانات المنتج، وإصدارات ملفات بيانات المنتج، والرسومات، ومجموعات البيانات النموذجية، والمواصفات، والملحقات، والشهادات، والمذكرات، والأوامر التنفيذية، وأوامر التنفيذ، ورسائل طلب الأسعار، والعروض، وأوامر الشراء، ورسائل البريد الإلكتروني، والفاكسات، والصور، ومستندات معالج الكلمات، وجداول البيانات. انظر أيضًا PLM. |
| PH or P/H         | تصليب بالترسيب، precipitation-hardened; pilot hole                                        | |
| PHR BRZ           | برونز مفسفر                                                                               | |
| PL or P/L         | parts list                                                                                | قائمة، عادة ما تكون على شكل جدول وغالبًا ما تكون على الرسم (إذا لم تكن مرفقة بالرسم على ورقة منفصلة)، تسرد الأجزاء المطلوبة في التجميع، بما في ذلك الأجزاء الفرعية والأجزاء القياسية والأجهزة. لا يوجد تمييز ثابت بين L/M, a BoM، أو P/L. |
| PLM               | دورة حياة المنتج؛ plant lifecycle management                                              | انظر أيضًا PDM. |
| PMI               | Product and manufacturing information                                                     | تنقل معلومات المنتج والتصنيع سمات غير هندسية في أنظمة التصميم بمساعدة الحاسوب ثلاثية الأبعاد (CAD) وتطوير المنتجات التعاوني اللازمة لتصنيع مكونات وتجميعات المنتج. |
| PN or P/N         | part number                                                                               | رقم الجزء |
| POI               | point of intersection                                                                     | نقطة تُسهل تخطيط، أو برمجة مسار الأداة، أو فحص القطعة. إنها نقطة تقاطع الخطوط التي قد لا تلتقي في القطعة النهائية، مثل خطوط الظل لمنحنى أو الزاوية الحادة النظرية (TSC) التي ستزيلها كسر الحافة وإزالة النتوءات. انظر أيضًا SC، TSC، وAC. |
| P.F.              | press fit                                                                                 | تثبيت أو اقتران بين جزأين عن طريق الاحتكاك بعد دفع الجزأين معًا. |
| PSI               | رطل لكل بوصة مربعة                                                                        | وحدة قياس الضغط. انظر أيضًا KSI. |
| PTFE              | بولي رباعي فلورو الإيثيلين                                                                | ومعروف أيضًا بالعلامة التجارية تيفلون. |
| PVC               | بولي كلوريد الفاينيل                                                                      | |
|                   |                                                                                           | |

## Q
| الرمز أو الاختصار | التعريف           | الوصف |
| ----------------- | ----------------- | --- |
|                   |                   | |
| QMS               | نظام إدارة الجودة | نظام موجود لضمان جودة التصنيع والإنتاج والحفاظ عليه؛ نظام لمنع تصنيع الأجزاء المعيبة، أو حتى في حالة تصنيعها، يمنع دخولها إلى المخزونات النهائية. |
| QTY or qty        | quantity          | |
|                   |                   | |

## R
| الرمز أو الاختصار | التعريف                                        | الوصف |
| ----------------- | ---------------------------------------------- | --- |
|                   |                                                | |
| R                 | radius                                         | نصف قطر القوس أو الدائرة. قد يوجد تفاوت مع التسطحات والانعكاسات (التي تقع ضمن منطقة التفاوت البُعدي) ما لم يُحدد "CR" (نصف القطر المتحكم فيه) صراحةً. |
| RA, Ra            | roughness, average; مقياس روكويل               | انظر خشونة السطح؛ انظر مقياس روكويل. |
| RB, Rb            | مقياس روكويل                                   | انظر خشونة السطح؛ انظر مقياس روكويل. |
| RC, Rc            | مقياس روكويل                                   | انظر خشونة السطح؛ انظر مقياس روكويل. |
| REF or ( )        | بعد مرجعي                                      | انظر البعد المرجعي. في الرسم الفني، البعد أو الملاحظة التي تُعطى للإشارة فقط وبالتالي لا يُقصد استخدامها كمعيار لقبول القطعة (على الرغم من أنه يمكن استخدامها كمساعدة للإنتاج أو الفحص). تشير قيمة الأقواس ( ) إلى نفس الشيء وقد قامت الجمعية الأمريكية للمهندسين الميكانيكيين ASME بتوحيدها. عندما يُعرَّف البُعد في عرض واحد ولكن يُذكر مرة أخرى في عرض آخر، فسيُعطى كمرجع في الحالة الثانية. تمنع هذه القاعدة الخطأ بتعريفه بطريقتين مختلفتين عن طريق الخطأ؛ الإشارة "الرئيسية" (غير المرجعية non-reference) هي الوحيدة التي تُحسب كتعريف للميزة وبالتالي كمعيار لقبول القطعة. انظر أيضًا الأبعاد الأساسية، والتي تشبه بعضها البعض في بعض النواحي. |
| REQD or REQ'D     | مطلوب required                                 | على سبيل المثال، "4 REQD" المكتوب بجوار أحد أدوات التثبيت يعني أن هناك حاجة إلى أربعة من أدوات التثبيت هذه للتجميع. |
| REV               | revision                                       | غالبًا ما تجري مراجعة الرسومات الهندسية ومواصفات المواد أو العمليات؛ وتتمثل اتفاقية التحكم في المراجعة المعتادة في وضع علامات على الإصدارات A وB وC وD وما إلى ذلك؛ وصندوق المراجعة (rev block) هو منطقة على صورة جدول، توجد على الرسم (عادةً في الزاوية اليمنى العليا) تسرد أحرف المراجعة ووصفًا موجزًا للتغييرات والأسباب والأحرف الأولى من الموافقة والتاريخ. تبدأ المراجعات التي تتجاوز "Z" بالحروف الأبجدية الإنجليزية مرة أخرى، على سبيل المثال، AA وAB وAC وAD وهكذا. عندما كان الرسم يدويًا، كانت إعادة الرسم مكلفة، لذلك لم تُدمج أوامر الهندسة (EOs وECOs وDCNs وECNs) دائمًا في مراجعة الحرف التالي. وبالتالي فإنها تصاحب الرسم كجزء من TDP. مع انتشار استخدام البرامج في الرسم مثل (CAD وCAM وPDMSs)، غالبًا ما يجري التعامل مع التحكم في المراجعة بشكل أفضل في الوقت الحاضر. في السنوات الأخيرة، قامت ASME بتوحيد معايير التحكم في المراجعة للرسومات الهندسية، في معيارها Y14.35M. |
| RFS               | regardless of feature size                     | حالة للمادة (أو بالأحرى، الخلو من مثل هذه الحالة) في GD&T. تعني أن التفاوت الهندسي المعطى صحيح فيما يتعلق ببيانات معينة بغض النظر عن حجمها الفعلي (LMC ≤ الحجم الفعلي ≤ MMC). |
| RH                | right-hand                                     | تشير إلى اليد العاملة، مثل يد العمل الحلزونية لخيوط المسمار أو اليد العاملة المتماثلة في صورة المرآة لزوج من الأجزاء المتماثلة. |
| RHR               | roughness height reading                       | انظر خشونة السطح. |
| RL                | Reduced Level or Relative Level                | مستوى السطح |
| RMA               | return material authorization                  | انظر أيضًا RTV. |
| RMS               | جذر متوسط مربع                                 | عُمومًا، تُعد RMS تقنية إحصائية لتحديد قيمة تمثيلية لمجموعة من نقاط البيانات. وفيما يتعلق بخشونة السطح، فهذا يعني أنه يجب حساب متوسط ارتفاعات القمم والقيعان المجهرية الفردية معًا عبر RMS للحصول على قياس للخشونة. انظر أيضًا f كعلامة إنهاء. |
| RT or R/T         | rough turn, rough turned; درجة حرارة الغرفة    | تعني الخراطة الخشنة التي جرى تشغيلها على مخرطة ولكن لم ينتهي منها إلى البعد النهائي للآلة وخشونة السطح. يمكن تطبيقها على كتلة خام أو على الأجزاء قيد المعالجة. تُختصر درجة حرارة الغرفة أحيانًا إلى "RT" ضمن جداول المواصفات لعمليات التشطيب (الطلاء وما إلى ذلك). |
| RTP               | release to production                          | إصدار رسم من نشاط الهندسة/التصميم إلى نشاط الإنتاج. بمعنى آخر، الحدث الذي تصبح فيه المسودة وثيقة رسمية مكتملة. ختم على الرسم مكتوب عليه "صدر" يوثق حدوث الإصدار RTP. |
| RTV               | room-temperature vulcanizing؛ return to vendor | 1. مانعات التسرب RTV، وهي طريقة لسد الوصلات. 2. الإرجاع إلى البائع return to vendor، وإرسال الأجزاء إلى البائع لإعادة العمل عليها أو استرداد الأموال لأنها غير مطابقة. غالبًا ما تتطلب مثل هذه المنتجات الموسومة بـ RTV إذنًا بإرجاعها. |
| RZ, Rz            | roughness, mean depth                          | See خشونة السطح. |
|                   |                                                | |

## S
| الرمز أو الاختصار | التعريف                                                                         | الوصف |
| ----------------- | ------------------------------------------------------------------------------- | --- |
|                   |                                                                                 | |
| SAE               | Formerly the Society of Automotive Engineers; now جمعية مهندسي السيارات الدولية | يوجد العديد من المعايير التي تُصدرها، على سبيل المثال سلسلة معايير SAE AMS وSAE AS. |
| SC or S/C         | sharp corners                                                                   | يمكن إعطاء الأبعاد "عبر الزوايا الحادة" على الرغم من أن الزوايا تكون نصف قطرية. أو بعبارة أخرى، يمكن إعطاء المسافات من نقاط التقاطع حيث تتقاطع الخطوط، بغض النظر عن كسر الحافة أو الخطوط. عادةً ما يكون ذلك افتراضيًا، لذلك غالبًا لا يلزم إضافة "S/C" صراحةً. ولكن في بعض الحالات يوضح التعريف. انظر أيضًا TSC وPOI وAC. |
| SF or S/F         | spotface slip fit                                                               | |
| SFACE or S/FACE   | spotface                                                                        | |
| SHCS              | socket head cap screw                                                           | برغي ذو رأس مقبس (عادةً ما يشير إلى مقبس سداسي، يجري تشغيله باستخدام مفتاح سداسي. |
| SHN               | shown                                                                           | راجع رقم الجزء > الأجزاء المتماثلة للتوضيح. |
| SHSS              | socket head set screw                                                           | برغي ضبط برأس مقبس (عادةً ما يشير إلى مقبس سداسي، يجري تشغيله باستخدام مفتاح سداسي. |
| SI                | Système international [d'unités] [نظام الوحدات الدولي]                          | النظام المتري في شكله الحالي (أحدث المعايير). |
| SN or S/N         | رقم تسلسلي                                                                      | الرقم التسلسلي |
| SOL ANN           | تطويع (علم المواد), solution annealed                                           | |
| SPEC or spec      | مواصفة                                                                          | |
| SPHER ANN         | تطويع (علم المواد)                                                              | |
| SPOTFACE          | Spot facing                                                                     | |
| SR                | spherical radius                                                                | نصف قطر الكرة أو القطعة الكروية. |
| SS or S/S         | فولاذ مقاوم للصدأ؛ supersede                                                    | 1. الفولاذ المقاوم للصدأ، انظر أيضًا CRES. 2. يحل محل/يُستبدل، يشير إلى الحالة عندما تحل وثيقة واحدة (مثل مواصفات، معيار، رسم، إلخ.) محل وثيقة أخرى. (انظر أيضًا التحكم في المراجعة). |
| SST               | فولاذ مقاوم للصدأ                                                               | وفقًا لـ Y14.38–2007 |
| STD               | standard                                                                        | |
| STEP              | Standard for the Exchange of Product Model Data                                 | تنسيق قياسي حددته ISO 10303 لتوليد بيانات MBD وتخزينها وتبادلها. |
| STA               | تصليب بالترسيب                                                                  | |
| STI               | screw thread insert                                                             | |
| STL               | فولاذ                                                                           | |
| STK               | stock                                                                           | البعد الاسمي للمواد الخام، مثل مخزون القضبان |
| SW                | Schlüsselweite                                                                  | تُرجم إلى عرض المفتاح أو مفتاح الربط. والذي غالبًا ما يوجد في الرسومات ذات الأصل الألماني. |
|                   |                                                                                 | |

## T
| الرمز أو الاختصار | التعريف                                          | الوصف |
| ----------------- | ------------------------------------------------ | --- |
|                   |                                                  | |
| TAP               | tapped hole                                      | عادة ما يعني حفر حفرة إذا لم تكن الحفرة موجودة بالفعل. |
| TB or T/B         | title block                                      | منطقة على الرسم، توجد دائمًا تقريبًا في أسفل اليمين، تحتوي على عنوان الرسم ومعلومات رئيسية أخرى. تتضمن الحقول النموذجية في صندوق العنوان عنوان الرسم (عادةً اسم القطعة)؛ رقم الرسم (عادةً رقم القطعة)؛ الأسماء و/أو أرقام الهوية المتعلقة بمن صمم و/أو صنع القطعة (وهو ما ينطوي على بعض التعقيد لأن كيانات التصميم والتصنيع لرقم قطعة معين غالبًا ما تتغير على مر السنين بسبب عمليات الدمج والاستحواذ، وتأجير العقود، والخصخصة، وشراء وبيع الملكية الفكرية - انظر CDA وODA)؛ اسم الشركة (انظر التعليق السابق)؛ الأحرف الأولى/التوقيعات الخاصة بالرسام الأصلي (بالإضافة إلى المدقق الأصلي والمتتبع في أيام الصياغة اليدوية)؛ الأحرف الأولى/التوقيعات الخاصة بالمديرين المعتمدين (معلومات الإصدار/النقل إلى الإنتاج)؛ المراجع المتقاطعة لمستندات أخرى؛ القيم الافتراضية للتفاوت للأبعاد وخشونة السطح؛ معلومات المواد الخام (إذا لم تُقدَّم في قائمة منفصلة/فاتورة مواد)؛ ومعلومات التحكم في الوصول (معلومات حول من يحق له امتلاك أو عرض أو مشاركة نسخ من المعلومات المشفرة بواسطة الرسم، على سبيل المثال، إشعارات التصنيف، وإشعارات حقوق النشر، وأرقام براءات الاختراع). لا تُضمَّن معلومات مراجعة الرسم (الإصدارات) دائمًا في صندوق العنوان لأنها تظهر غالبًا في صندوق مراجعات منفصلة. |
| TCC               | time-current curve                               | |
| TDP               | technical data package                           | الحزمة الكاملة من المعلومات التي تحدد جزءًا، وغالبًا ما يكون الرسم نفسه جزءًا فرعيًا منه فقط. كما تتضمن أيضًا أوامر الهندسة (إشعارات تغيير الرسم)، ومجموعات بيانات النماذج ثلاثية الأبعاد، وجداول البيانات، والمذكرات، وأي شروط خاصة يجري تحديدها من خلال طلب الشراء أو مستندات الشروط والأحكام الخاصة بالشركات. |
| THD or thd        | سن اللولب                                        | |
| THRD              | threaded                                         | |
| THK or thk        | thickness                                        | السُمك |
| THRU              | through                                          | يُطبق اختياريًا على بُعد الفتحة للإشارة إلى أن الفتحة تمتد عبر قطعة العمل. على سبيل المثال، يمكن ذكر THRU في بُعد الفتحة إذا لم تكن حالة نهاية الفتحة واضحة من التمثيل البياني لقطعة العمل. |
| THRU ALL          | Through all                                      | مشابه لـ THRU. يُستخدم أحيانًا في أبعاد الفتحة للتوضيح للإشارة إلى أن الفتحة تمتد عبر أجزاء متعددة للمساحة المفتوحة أثناء مرورها عبر قطعة العمل بأكملها. |
| TIR               | total indicator reading؛ total indicated run-out | لقياس الانحراف والانحرافات الأخرى عن الهندسة المعيارية |
| TOS               | top of steel                                     | |
| TOL               | tolerance, tolerancing                           | التفاوت |
| TSC               | theoretical sharp corner(s)                      | انظر SC وPOI. |
| TY                | type                                             | للحصول على تفسير لـ "النوع" المختصر بـ "TY"، راجع المثال المقدم في "CL" تعني "الفئة". |
| TYP               | Typical                                          | قد تشترك عدة سمات في نفس الخاصية. على سبيل المثال، إذا أظهر الرسم 8 فتحات على دائرة الترباس، وحُددت أبعاد واحدة فقط، مع وسم "TYP" أو "(TYP)" بعد تسمية البُعد، فهذا يعني أن هذه الفتحة نموذجية لجميع الفتحات الثمانية؛ بعبارة أخرى، هذا يعني أن الفتحات السبع الأخرى بنفس هذا الحجم أيضًا. أحدث المراجعات لمعيار Y14.5 ألغت "TYP" بحد ذاته واستخدمت وسمًا لتحديد عدد المرات، مثل "2X" أو "8X". يساعد هذا في تجنب أي غموض أو عدم يقين. وُصِفَ الاختصار TYP أو Typical في Mil-Std-8، وفي الهيئة التوجيهية قبل اعتماد تفسير التفاوت في الأبعاد لسلسلة Y14.5. كان آخر تنقيح لها هو C في عام 1963، ولكن لا يزال من الممكن العثور عليه في العديد من رسومات الطائرات القديمة. |
|                   |                                                  | |

## U
| الرمز أو الاختصار | التعريف                                            | الوصف |
| ----------------- | -------------------------------------------------- | --- |
|                   |                                                    | |
| UAI               | use as-is                                          | أحد التصرفات المحتملة مع MRB وتشمل التصرفات الأخرى الخردة وإعادة العمل. |
| ULL               | under low limit                                    | يُستخدم هذا الاختصار في ورشة الآلات عند تسجيل حالات عدم المطابقة. على سبيل المثال، "جرى التخلص من جزء لأن OD هو أقل من الحد الأدنى ULL." انظر أيضًا OHL. |
| UNC               | Unified National Coarse                            | سلسلة فرعية من معيار الخيط الموحد. |
| UNEF              | Unified National Extra Fine                        | سلسلة فرعية من معيار الخيط الموحد. |
| UNF               | Unified National Fine                              | سلسلة فرعية من معيار الخيط الموحد. |
| UNJC              | Unified National "J" series Coarse                 | سلسلة فرعية من معيار الخيط الموحد، بصف قطر جذر مُتحكَّم به وقطر ثانوي متزايد. للتطبيقات التي تتطلب أقصى قدر من مقاومة الإجهاد وسط الاهتزاز المزمن (مثل الطائرات). |
| UNJF              | Unified National "J" series Fine                   | سلسلة فرعية من معيار الخيط الموحد، بنصف قطر جذر مُتحكَّم فيه وقطر ثانوي متزايد. للتطبيقات التي تتطلب أقصى قدر من مقاومة الإجهاد وسط الاهتزاز المزمن (مثل الطائرات). |
| UNO               | unless noted otherwise                             | اختصار معروف إلى حد ما، ولكن لتجنب الارتباك، قم بتوضيحه. |
| UNS               | Unified National Special; unified numbering system | هي سلسلة فرعية من معيار الخيط الموحد. وهي سلسلة قابلة للتوسع، تغطي خيوطًا خاصة مختلفة. نظام الترقيم الموحد (unified numbering system) هو معيار ذو اسم غامض لتسمية السبائك حسب نسب العناصر الأساسية. |
| UON               | unless otherwise noted                             | اختصار قليل الاستخدام (وبالتالي غير معروف جيدًا). لتجنب الارتباك، قم بتوضيحه. |
| UOS               | unless otherwise specified                         | اختصار معروف إلى حد ما، ولكن لتجنب الارتباك، قم بتوضيحه. |
| USASI             | United States of America Standards Institute       | الاسم السابق لـ ANSI (الفترة بين 1966–1969). |
| USS               | United States Standard; United States Steel        | أصبحت معايير الخيوط الأمريكية هي السلسلة الوطنية (على سبيل المثال، NC، NF، NEF)، والتي أصبحت السلسلة الوطنية الموحدة (على سبيل المثال، UNC، UNF، UNEF)؛ انظر معيار الخيط الموحد. أما بالنسبة لشركة يو إس ستيل، فقد كانت ذات يوم أكبر شركة فولاذ على وجه الأرض، وغالبًا ما كانت مورد معتمد، وفي كثير من الأحيان كانت المصدر الوحيد؛ ومن هنا جاء ذكرها على الرسومات. |
| UTS               | مقاومة الشد؛ Unified Thread Standard               | |
|                   |                                                    | |

## V
| الرمز أو الاختصار | التعريف | الوصف |
| ----------------- | ------- | --- |
|                   |         | |
| v                 | finish  | الحرف v (الحرف اللاتيني الصغير v) المكتوب على خط يمثل سطحًا هو وسيلة للإشارة إلى أن السطح يجب أن يجري تصنيعه بدلاً من تركه في حالة الصب أو التشكيل. كان الرمز الأقدم لهذا هو نص صغير (مائل) f (انظر هنا f). لاحقًا، عقدت ASA اجتماعًا بشأن الحرف V (على وجه التحديد لاذنابية V) الذي يلامس السطح. سرعان ما تطور هذا إلى علامة "علامة الاختيار" مع رقم مصاحب يخبر القارئ بقيمة الخشونة القصوى (RMS، ميكروبوصة أو ميكرومتر) للتشطيب الميكانيكي، ليجري قياسها باستخدام مقياس الملامح. |
|                   |         | |

## W
| الرمز أو الاختصار | التعريف        | الوصف |
| ----------------- | -------------- | --- |
|                   |                | |
| WC                | كربيد التنجستن | يأتي الحرف "W" من رمز عنصر التنغستن، W، والذي يأتي من الكلمة الألمانية "Wolfram".                                                         |
| WI                | حديد مطاوع     | لقد أصبحت المادة والاختصار قديمين أو شبه قديمين. يجب عليك كتابة الكلمات إذا كان من المقرر ذكر هذه المادة على الإطلاق في الرسومات الحديثة. |
| W/I, w/i          | within         | اختصار نادر الاستخدام. من الأفضل أن نكتبه بشكل واضح.                                                                                      |
| W/O, w/o          | without        | من الأفضل أن نكتبها بشكل واضح. |
|                   |                | |

## X
| الرمز أو الاختصار | التعريف                                 | الوصف |
| ----------------- | --------------------------------------- | --- |
|                   |                                         | |
| _X_               | used to indicate the word “by”          | عندما يسبق الحرف X مسافة، فهذا يعني "بواسطة". |
| X or ( )          | number of places—for example, 8X or (8) | عند استخدام بُعد في أماكن متعددة، يمكن إضافة أي من هذه البادئات إلى البُعد لتحديد عدد مرات استخدامه. يشير هذا المثال 8X إلى ثمانية أماكن. يجب ألا تكون هناك مسافة بين الرقم والحرف X. (ملاحظة حول ترميز الأحرف: على الرغم من أن الحرف X وعلامة الضرب (×) في الطباعة (بما في ذلك الترميز الموحد) هما حرفان مختلفان لهما حرف رسومي مختلف، إلا أنه من التقاليد القديمة في الرسم الهندسي أن يُستخدم الحرف X على التبادل مع علامة الضرب المتعددة، ما لم يُحدد خلاف ذلك بواسطة أنظمة تقنية بمساعدة الحاسوب المستخدمة.) |
|                   |                                         | |

## Y
| الرمز أو الاختصار | التعريف             | الوصف |
| ----------------- | ------------------- | --- |
|                   |                     | |
| Y14.X             | —                   | يشير إلى معيار الرسم الذي يتبعه هذا الرسم. على سبيل المثال، ASME Y14.5 وY14.100 هما معياران شائعان يُستخدمان لتحديد جميع الرموز واتفاقيات الرسم المستخدمة. |
| YS                | نقطة الخضوع (هندسة) | |
|                   |                     | |

## Z
| الرمز أو الاختصار | التعريف | الوصف |
| ----------------- | ------- | ----- |
|                   |         |       |

- 0–9
- A
- B
- C
- D
- E
- F
- G
- H
- I
- J
- K
- L
- M
- N
- O
- P
- Q
- R
- S
- T
- U
- V
- W
- X
- Y
- Z

## فهرس